# Église Saint-Pierre-et-Saint-Paul de Bons-en-Chablais
L’église Saint-Pierre-et-Saint-Paul de Bons-en-Chablais est une église catholique française, située en Haute-Savoie, sur la commune de Bons-en-Chablais.

## Historique

### Église primitive
Le patronage initiale à saint Pierre est une indication de l'ancienneté de la paroisse,. Il est ensuite étendu également à saint Paul,. L'abbé Gonthier avance la fin du Ve siècle ou peut-être le début de la période suivante. Cependant la plus ancienne mention de la paroisse remonte à la fin du XIIIe siècle. Il s'agit de la date de 1279, dans un accord entre le curé et l'abbaye d'Aulps.
La région semble avoir été donnée par le roi des Burgondes, Sigismond, à la abbaye de Saint-Maurice d'Agaune, en Valais, qu'il vient de fonder ou rétablir en 516.

### Période médiévale et moderne
En 1467, une nouvelle chapelle, dédiée aux Onze Mille Vierges, est construite. Lors de la visite pastoral de 1479, la sacristie est décrite comme « pauvre en ornements et vases sacrés » (abbé Gonthier).
L'ancienne église comporte de nombreuses chapelles : Saint-Esprit, Notre-Dame de Pitié, Saint-Antoine, Onze Mille Vierges et de la Sainte-Croix et des Saints Georges et Claude.
Lors de l'invasion des troupes protestantes bernoises en 1535-1536, tout comme dans une bonne partie du Chablais, l'église est saccagée puis détruite. Durant l’occupation bernoise, l’édifice religieux est reconstruit pour accueillir le culte protestant. Le ministre s'occupe des anciennes paroisses de Bons, Saint-Didier et Brens. Malgré le retour du Chablais dans le giron de la maison de Savoie dans les années 1660, la foi protestante n'est pas abandonnée. En 1589, le Chablais est de nouveau envahi par les troupes Bernoises, aidés par les Genevois. Ils sont repoussés par les Savoyard. Il faut attendre cependant 1598 pour le retour dans la foi catholique.
Entre 1619 et 1640, le curé de la paroisse est Claude de Cheynel, maître des arts et docteur en théologie, et ancien aumônier de Louis XIII,.
En 1789, l'église est décrite comme étant en bon état, tandis que le clocher doit être restauré.
Durant l'occupation du duché de Savoie par les troupes révolutionnaires françaises, le culte est interdit. L'église devient un entrepôt où sont placées les cloches des paroisses voisines. La flèche du clocher est retirée. La cure sert de lieu de réunion.

### Nouvelle église
L'ancienne église est détruite en 1864,. À cette occasion, des inscriptions romaines ont été découvertes,.
L'église actuelle date de 1863-1865, avec les fonds offerts par Napoléon III lors de son passage dans ce village en 1860.
Le clocher fut édifié en 1898, l’ancien clocher étant en service jusqu’à cette date là. À cette date correspond également l'intérieur de l'église (peintures, stalles, sol, table de communion, etc.).
L'édifice est restauré en 2012 et inauguré en janvier 2013.

## Description architecturale
En forme de croix latine, l’église est composée d’une nef de quatre travées et bas côtés, son chevet est de forme polygonale. 
Chaque transept abrite une chapelle.

## Liste des curés de la paroisse
L'abbé Jean-François Gonthier, dans son ouvrage consacré à la paroisse, donne une liste des différents prêtres.